# Tomer Hemed
Tomer Hemed (en hébreu : תומר חמד) est un footballeur israélien, né le 2 mai 1987 à Kiryat Tivon. Il évolue au poste d'avant-centre à le Maccabi Haïfa FC.

## Biographie

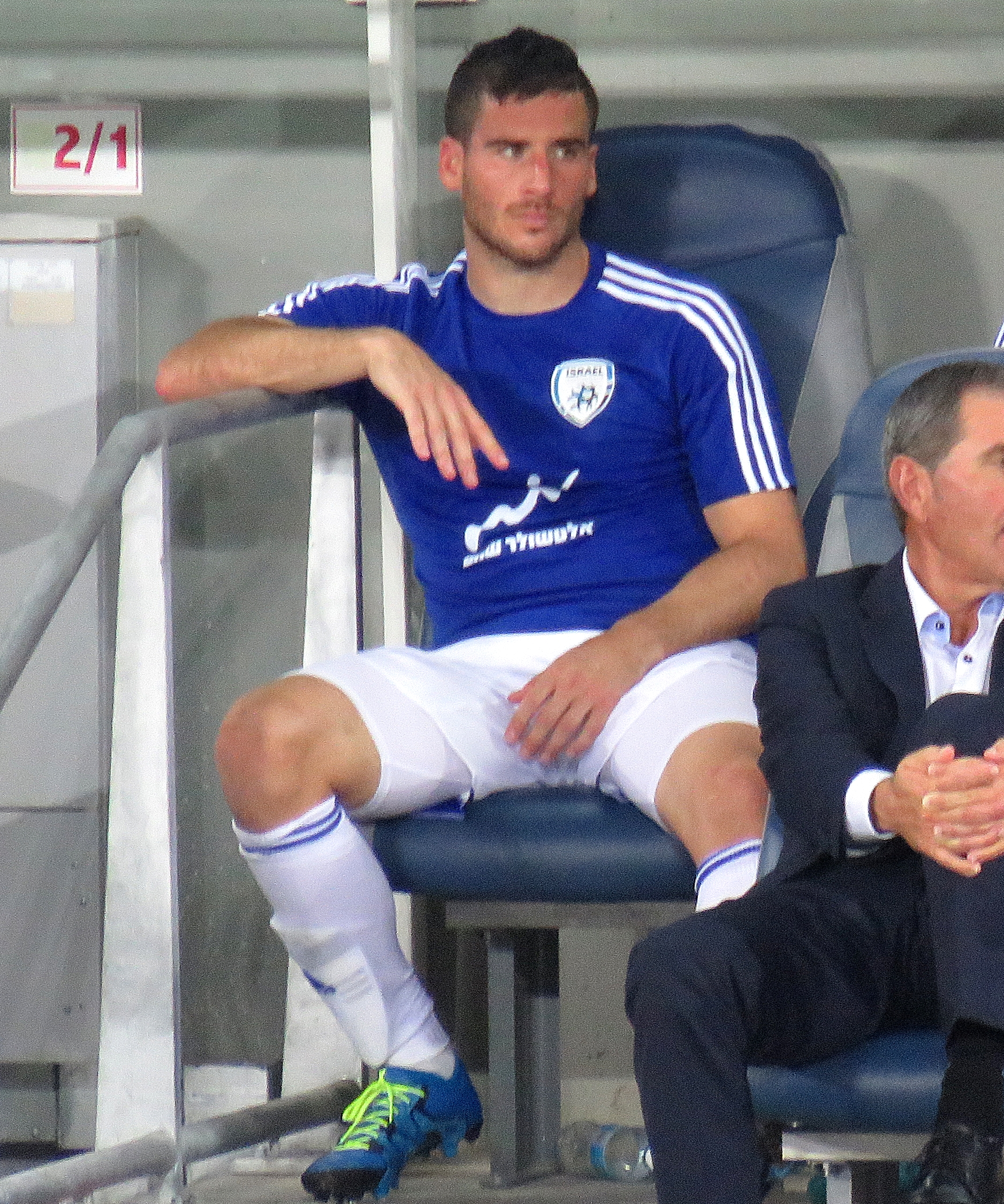
Hemed sous le maillot d'Israël en 2015

Le 23 août 2018, il est prêté pour une saison au Queens Park Rangers, qui évolue pour la saison 2018-2019 en Championship (deuxième division anglaise).
Le 30 novembre 2020, libre de tout contrat, il s'engage pour une saison en faveur du club néo-zélandais du Wellington Phoenix en tant que joueur désigné. Le Wellington Phoenix, bien que basé en Nouvelle-Zélande, dispute le Championnat d'Australie (A-League).

## Palmarès

### En club
- Maccabi Haïfa
  - Champion d'Israël en 2006 et 2011

- Brighton & Hove Albion
  - Vice-champion d'Angleterre de Championship (D2) en 2017